# Rius del Racó d'Ademús
Rius del Racó d'Ademús este o arie protejată (sit de importanță comunitară — SCI) din Spania întinsă pe o suprafață de 1.410,29 ha, integral pe uscat.

## Localizare
Centrul sitului Rius del Racó d'Ademús este situat la coordonatele 40°04′32″N 1°16′01″W / 40.0756°N 1.2669°V.

## Înființare
Situl Rius del Racó d'Ademús a fost declarat sit de importanță comunitară în iulie 2001 pentru a proteja 8 specii de animale.

## Biodiversitate
Situată în ecoregiunea mediteraneană, aria protejată conține 9 habitate naturale: Matorral arborescenți cu Juniperus spp., Izvoare petrifiante cu formare de travertin (Cratoneurion), Pajiști umede mediteraneene cu ierburi înalte de Molinio-Holoschoenion, Galerii de Salix alba și de Populus alba, Păduri endemice cu Juniperus spp., Pseudostepă cu ierburi și specii anuale de Thero-Brachypodietea, Galerii și tufărișuri riverane sudice (Nerio-Tamaricetea și Securinegion tinctoriae), Păduri de Quercus ilex și Quercus rotundifolia, Pante stâncoase calcaroase cu vegetație casmofită.
La baza desemnării sitului se află mai multe specii protejate:
- păsări (3): pescăruș albastru (Alcedo atthis), Galerida theklae, ciocârlie de pădure (Lullula arborea)
- mamifere (2): vidră de râu (Lutra lutra), liliac cu urechi mari (Myotis bechsteinii)
- nevertebrate (1): Austropotamobius pallipes
- pești (2): Chondrostoma toxostoma, Rutilus arcasii